# O Embaixador in Cariri
O Embaixador in Cariri é o sétimo álbum ao vivo do cantor e compositor  brasileiro Gusttavo Lima, lançado em 5 de dezembro de 2019 pela gravadora Sony Music Brasil. O álbum foi gravado na Expocrato, no Crato, Ceará, no dia 20 de julho de 2019. Teve as participações especiais do cantor cearense Fagner e do duo cubano Gente de Zona.

## Faixas
| N.º            | Título                                                   | Compositor(es)                                                                                                  | Duração |  |
| 1.             | "Milu"                                                   | Edu Braga / Denner Ferrari / Felipe Goffi / Rick Monteiro / Jimmy Luzzo / Fabrício Fafá                         | 4:18    |  |
| 2.             | "A Gente Fez Amor"                                       | Denner Ferrari / Blener Maycom                                                                                  | 3:58    |  |
| 3.             | "Quem Traiu Levou"                                       | Gusttavo Lima / Denner Ferrari / Blener Maycom / Waléria Leão / Felipe Goffi                                    | 2:34    |  |
| 4.             | "Carreira Solo"                                          | Zé André / Mateus / Amanda Borges                                                                               | 3:36    |  |
| 5.             | "Online"                                                 | Junior Gomes / Rennó Poeta / Hiago Nobre / Thales Lessa                                                         | 2:48    |  |
| 6.             | "Contador de Reencontros"                                | Junior Gomes / Rennó Poeta / Hiago Nobre / Thales Lessa                                                         | 3:07    |  |
| 7.             | "Romance no Deserto (Romance in Durango)" (part. Fagner) | Bob Dylan / Jacques Levy (versão: Fausto Nilo)                                                                  | 4:10    |  |
| 8.             | "Vai Viver Sua Vida"                                     | Alex Torricelli / Kadu Brunhera                                                                                 | 3:09    |  |
| 9.             | "Chora Até Perder a Fala"                                | Gusttavo Lima / Denner Ferrari / Felipe Goffi / Rick Monteiro / Jimmy Luzzo / Fabrício Fafá / Luciano Lima      | 3:10    |  |
| 10.            | "Lo Que Tú y Yo Vivimos" (part. Gente de Zona)           | Gusttavo Lima / Batista Lima / Alexander Delgado Hernandez / Randy Malcom Martinez / Beatriz César / Ángel Arce | 3:58    |  |
| 11.            | "Última Letra (Mi Ultima Letra)"                         | Legra Labarca / Yarina González / Rodriguez Quintero / Valdes Greenige                                          | 3:50    |  |
| 12.            | "Entrevista Com Seu Ex"                                  | Bruno Mandioca / Henrique Castro / Elvis Elan                                                                   | 2:56    |  |
| 13.            | "Perrengue"                                              | Junior Gomes / Breno Casagrande / Daniel Caon / De Ãngelo                                                       | 3:31    |  |
| 14.            | "Caquinho"                                               | Juan Marcus / Natanael Silva / Dayane Camargo                                                                   | 2:40    |  |
| 15.            | "Eu Vou Pra Igreja"                                      | Diego Ferreira / Henrique Castro / Elvis Elan / Lari Ferreira                                                   | 2:50    |  |
| 16.            | "Até a Garrafa Chora"                                    | Junior Gomes | 2:52    |  |
| 17.            | "Se Tem Briga, Tem Amor"                                 | Hiago Nobre / Jujuba                                                                                            | 2:40    |  |
| Duração total: | Duração total:                                           | Duração total:                                                                                                  | 56:00   |  |

## Vendas e certificações
| Região                     | Certificação | Vendas  |
| -------------------------- | ------------ | ------- |
| Brasil (Pro-Música Brasil) | 3× Platina   | 240.000 |